# Tafel von Kočerin

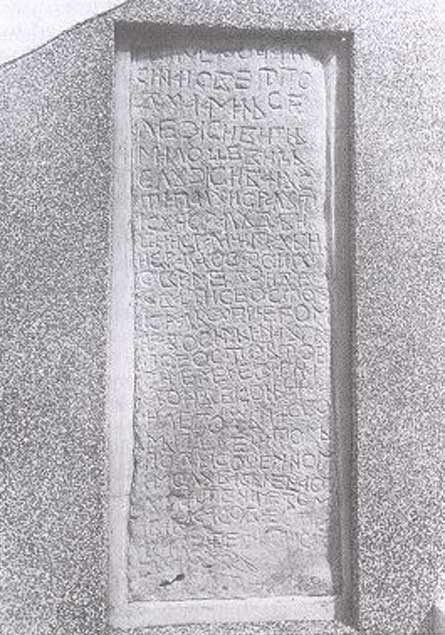
Die Tafel von Kočerin.

Die Tafel von Kočerin ist ein Grabstein in Kočerin, einer Gemeinde in Široki Brijeg in Bosnien und Herzegowina. Er stammt aus der Zeit (um 1410/11) des mittelalterlichen bosnischen Staates. Die Aufschrift ist in der westkyrillischen Schrift Bosančica geschrieben.

## Inhalt
Auf der Tafel steht das Epitaph von Viganj Milošević. Er sei hier beerdigt worden und habe dem ersten bosnischen König Tvrtko I. gedient. Am Ende steht, dass Viganj gewesen sei, was wir jetzt seien, und dass wir sein würden, was er jetzt sei. Der Text enthält die früheste Erwähnung von Kočerin.
Alle bosnischen Herrscher, von Stjepan II. Kotromanić bis Stjepan Ostoja, sind in richtiger Reihenfolge aufgeführt. Unter den Herrschern findet man auch eine Königin – Jelena Gruba, die Ehefrau von Stjepan Dabiša, der von 1391 bis 1395 geherrscht hat. Königin Gruba herrschte nach seinem Tod drei Jahre lang von 1395 bis 1398. 

## Gestaltung
Der Text beginnt mit dem Zeichen des Kreuzes. Er hat insgesamt 25 Zeilen. Jede Zeile beinhaltet 10 bis 16 Zeichen, nur die letzte Zeile hat 7, 9 bis 15 Buchstaben.
Dekoriert ist die Tafel mit einer Rebe, einem Kreuz, einem Halbmond und einer achtblättrigen Rosette. Die Tafel ist 137 cm hoch. Am oberen Rand ist sie 50 cm breit, in der Mitte 49 cm und am Boden 53 cm breit. Auch die Dicke der Tafel ist nicht gleichmäßig: In der rechten unteren Ecke beträgt sie 16 cm, die linke untere Ecke ist beschädigt, aber man geht davon aus, dass die Dicke 16 cm betrug. Auf 80 cm Höhe beträgt die Dicke der rechten Tafelseite je 20,50 cm, auf der linken 17,50 cm. Die rechte Spitze der Tafel ist 22 cm dick, die linke 20 cm.

## Standort
Aufgestellt ist sie über Miloševićs Grabmal aus dem Jahr 1404. Heute noch befindet sich das Grab mit der Grabtafel auf dem weiten Feld Kočerins, etwa 1 km Luftlinie vom dortigen Pfarrhaus, indem die Tafel ausgestellt ist. Die Tafel wurde vom Feld Kočerins in das Pfarrhaus gebracht. Lange war die Tafel in einer Wand des Pfarrgebäudes eingemauert. Während einer wissenschaftlichen Veranstaltung „Viganj i njegovo doba“ 2004, die zu Ehren des 600-jährigen Jubiläums der Tafel von Kočerin und der erstmaligen schriftlichen Erwähnung des Namens Kočerin abgehalten wurde, wurde die Tafel aus der Wand geholt und in die antike Sammlung der Gemeinde Kočerin im Pfarrhaus eingegliedert. Auf der Veranstaltung wurde darauf hingewiesen, dass der Text der Grabinschrift von Viganj Milošević im Zeichen italienischer Renaissance und mit humanistischen Ideen durchzogen ist.
Eine Kopie der Tafel mit Text in Originalgröße steht jetzt auf der Nekropole Lipovci an den Platz, wo die Tafel entdeckt wurde.
Am Anfang des Textes ist die „Heilige Dreifaltigkeit“ aufgeführt, was darauf hinweisen soll, dass Viganj der katholischen Religion angehöre, weitere Beweise hierfür seien das Kreuz und andere religiöse Dekorationen.